# Nikólaos Kalogerópulos
Nikólaos Kalogerópulos (1853 — 1927) foi um político da Grécia. Ocupou o cargo de primeiro-ministro da Grécia.